# Liste des monuments historiques de Bourg-Saint-Andéol
Ce tableau présente la liste de tous les monuments historiques classés ou inscrits dans la ville de Bourg-Saint-Andéol, Ardèche, en France.

## Liste
| Monument                                    | Adresse                           | Coordonnées                      | Notice         | Protection     | Date      | Illustration                                |
| ------------------------------------------- | --------------------------------- | -------------------------------- | -------------- | -------------- | --------- | ------------------------------------------- |
| Bas-relief mithriaque de Bourg-Saint-Andéol | Parc Pradelle Avenue de Tourne    | 44° 22′ 12″ nord, 4° 38′ 28″ est | « PA00116653 » | Classé         | 1927      | Bas-relief mithriaque de Bourg-Saint-Andéol |
| Bassin de Neptune                           | Le Grand Jardin Chemin des Horts  | 44° 21′ 59″ nord, 4° 38′ 44″ est | « PA00116654 » | Classé         | 1932      | Bassin de Neptune                           |
| Chapelle de l'hospice                       | 40 avenue Notre-Dame              | 44° 22′ 31″ nord, 4° 38′ 47″ est | « PA00116655 » | Classé         | 1919      | Chapelle de l'hospice                       |
| Chapelle Saint-Polycarpe                    | Place de la République Rue Ramade | 44° 22′ 14″ nord, 4° 38′ 50″ est | « PA00116656 » | Classé         | 1943      | Chapelle Saint-Polycarpe                    |
| Dolmen du Bois des Géantes 1                | Les Joyandes                      | 44° 21′ 51″ nord, 4° 35′ 02″ est | « PA00116657 » | Classé         | 1900      | Dolmen du Bois des Géantes 1                |
| Dolmen du Bois des Géantes 2                | Les Joyandes                      | 44° 22′ 08″ nord, 4° 34′ 44″ est | « PA00116658 » | Classé         | 1900      | Dolmen du Bois des Géantes 2                |
| Dolmen du Bois des Géantes 3                | Les Joyandes                      | 44° 22′ 09″ nord, 4° 34′ 42″ est | « PA00116659 » | Classé         | 1900      | Dolmen du Bois des Géantes 3                |
| Dolmen du Bois des Géantes 4                | Les Joyandes                      | 44° 22′ 14″ nord, 4° 34′ 43″ est | « PA00116660 » | Classé         | 1900      | Dolmen du Bois des Géantes 4                |
| Dolmen du Bois des Géantes 5                | Les Joyandes                      | 44° 22′ 09″ nord, 4° 34′ 45″ est | « PA00116661 » | Classé         | 1900      | Dolmen du Bois des Géantes 5                |
| Dolmen du Bois des Géantes 6                | Les Joyandes                      | 44° 22′ 10″ nord, 4° 34′ 41″ est | « PA00116662 » | Classé         | 1900      | Dolmen du Bois des Géantes 6                |
| Dolmen du Bois des Géantes 7                | Les Joyandes                      | 44° 21′ 51″ nord, 4° 35′ 02″ est | « PA00116663 » | Classé         | 1900      | Image manquante Téléverser                  |
| Église Saint-Andéol                         | Place de l'Église                 | 44° 22′ 16″ nord, 4° 38′ 47″ est | « PA00116664 » | Classé         | 1862      | Église Saint-Andéol                         |
| Grandes Fontaines                           | Rue des Grandes-Fontaines         | 44° 22′ 11″ nord, 4° 38′ 49″ est | « PA00116665 » | Inscrit        | 1946      | Grandes Fontaines                           |
| Hôtel Balzagette du Charneve                | 32 Grande Rue                     | 44° 22′ 24″ nord, 4° 38′ 46″ est | « PA00116666 » | Inscrit        | 1946      | Hôtel Balzagette du Charneve                |
| Hôtel Bonnot de Villeurain                  | Rue Olivier-de-Serres             | 44° 22′ 14″ nord, 4° 38′ 44″ est | « PA00116667 » | Inscrit        | 1961      | Hôtel Bonnot de Villeurain                  |
| Hôtel de Digoine                            | Rue Poterne Rue Paul-Mazet        | 44° 22′ 20″ nord, 4° 38′ 48″ est | « PA00116668 » | Inscrit        | 1946      | Hôtel de Digoine                            |
| Hôtel Doyse                                 | Rue Paul-Mazet Rue Poterne        | 44° 22′ 20″ nord, 4° 38′ 48″ est | « PA00116669 » | Classé Inscrit | 1946      | Hôtel Doyse                                 |
| Hôtel de Gabriac                            | Rue Paul-Mazet                    | 44° 22′ 19″ nord, 4° 38′ 48″ est | « PA00116670 » | Inscrit        | 1947      | Hôtel de Gabriac                            |
| Hôtel Nicolai                               | Rue Paul-Mazet Rue Jeanne-d'Arc   | 44° 22′ 18″ nord, 4° 38′ 49″ est | « PA00116671 » | Inscrit        | 1926      | Hôtel Nicolai                               |
| Hôtel Pontal de Megret                      | 1 rue du Docteur Pradelle         | 44° 22′ 14″ nord, 4° 38′ 47″ est | « PA00116672 » | Inscrit        | 1939      | Hôtel Pontal de Megret                      |
| Hôtel Ymonier                               | 9 place Julien-Rigaud             | 44° 22′ 17″ nord, 4° 38′ 44″ est | « PA00116673 » | Inscrit        | 1946      | Hôtel Ymonier                               |
| Lavoir de la Tourne                         | Avenue de Tourne                  | 44° 22′ 10″ nord, 4° 38′ 30″ est | « PA00116674 » | Inscrit        | 1946      | Lavoir de la Tourne                         |
| Maison                                      | 6 place Julien Rigaud             | 44° 22′ 16″ nord, 4° 38′ 45″ est | « PA00116675 » | Inscrit        | 1927      | Maison                                      |
| Palais épiscopal                            | Rue Poterne Quai Fabry            | 44° 22′ 21″ nord, 4° 38′ 49″ est | « PA00116676 » | Classé         | 1946      | Palais épiscopal                            |
| Presbytère                                  | Place de l'Abbé Paradis           | 44° 22′ 17″ nord, 4° 38′ 48″ est | « PA00116677 » | Inscrit        | 1946 1950 | Presbytère                                  |